# Färgkropp
Färgkropp är en starkt färgad glasmassa avsedd som tillsats till glasyr, glas eller emalj för färgning av denna. Syftet med användning av färgkroppar i stället för direkt användning av de färgande ämnena är att förenkla beredning och annan hantering på liknande sätt som frittor kan användas till delar av eller hela basmaterialet. Genom användning av färgkroppar kan yrkeshygieniska fördelar vinnas och resultatet bättre förutsägas, men hantverksmässiga kvaliteter kan gå förlorade.